# Hasta que la plata nos separe
Hasta que la plata nos separe è una telenovela colombiana trasmessa su RCN Televisión dal 22 maggio all'11 ottobre 2007.